# Černčice (okres Louny)
Černčice jsou obec v okrese Louny v Ústeckém kraji. Žije v ní přibližně 1 300 obyvatel.

## Historie
V písemných pramenech se název obce poprvé objevuje v roce 1354, a to v příjmení lounského měšťana Mikuláše z Černčic. V držbě Černčic se v patrimoniálním (vrchnostenském) období vystřídalo několik desítek šlechtických rodin. Z těch významnějších to byli Novohradští z Kolovrat, Sokolové z Mor, Lobkovicové, Zákostelští z Bílejova, Vřesovci, markrabata z Baden-Baden a od roku 1783 Schwarzenberkové. Od roku 1627 se Černčice natrvalo staly součástí rozsáhlého panství Vršovice.
Nelze vyloučit, že v Černčicích stálo panské sídlo již ve středověku v exponované poloze u kostela. Písemně doložené je ale až v 16. století, když se roku 1575 Aksina z Kolovrat psala „seděním na Černčicích“. V tomto případě to byl ale panský dům, postavený poblíž návsi. Byl přestavěn po požáru v roce 1695 a zbořen roku 1956. Lidově se mu přezdívalo Limburk, podle jednoho z pobělohorských majitelů Černčic, Ilburka z Vřesovic. V roce 1663 je poblíž vesnice při Ohři písemně doložená bažantnice, jež zanikla za napoleonských válek.
Roku 1833 žilo v Černčicích 250 obyvatel ve 41 domech. Vrchnost zde provozovala pivovar, vinopalnu, cihelnu a kolářskou dílnu. Školní budova byla v Černčicích postavena roku 1913, původně jako pobočka školy v Oboře. Nejstarším spolkem byla Občanská zábavní beseda, založená roku 1897, hasiči vznikli o dva roky později. Tradici, vážící se k roku 1927, má zdejší fotbalový klub. Od konce 19. století si v Černčicích stavěli domky zaměstnanci lounských železničních opraven. V důsledku toho nastal v Černčicích velký demografický přírůstek: nejvíce obyvatel zde žilo roku 1930, celkem 1496. Všechny volby do poslanecké sněmovny i obecního zastupitelstva za první republiky vyhrála česká strana národně sociální. Konec druhé světové války přinesla do Černčic tanková jednotka Rudé armády, která do obce přijela v noci z 8. na 9. května.

## Obyvatelstvo
|           | 1869 | 1880 | 1890 | 1900 | 1910  | 1921  | 1930  | 1950  | 1961  | 1970  | 1980  | 1991  | 2001  | 2011  | 2021  |
| --------- | ---- | ---- | ---- | ---- | ----- | ----- | ----- | ----- | ----- | ----- | ----- | ----- | ----- | ----- | ----- |
| Obyvatelé | 341  | 399  | 450  | 692  | 1 147 | 1 292 | 1 496 | 1 329 | 1 286 | 1 234 | 1 396 | 1 287 | 1 402 | 1 325 | 1 275 |
| Domy      | 55   | 61   | 65   | 77   | 139   | 197   | 316   | 377   | 372   | 375   | 360   | 398   | 406   | 425   | 440   |

## Obecní správa
Mezi lety 1850–1976 Černčice byly obcí v okrese Louny. Od 1. května 1976 do 23. listopadu 1990 patřily jako část města k Lounům a od 24. listopadu 1990 jsou opět samostatnou obcí.

### Obecní symboly
Znak a vlajka byly obci uděleny rozhodnutím předsedy Poslanecké sněmovny Parlamentu České republiky dne 30. listopadu 2007.

## Pamětihodnosti

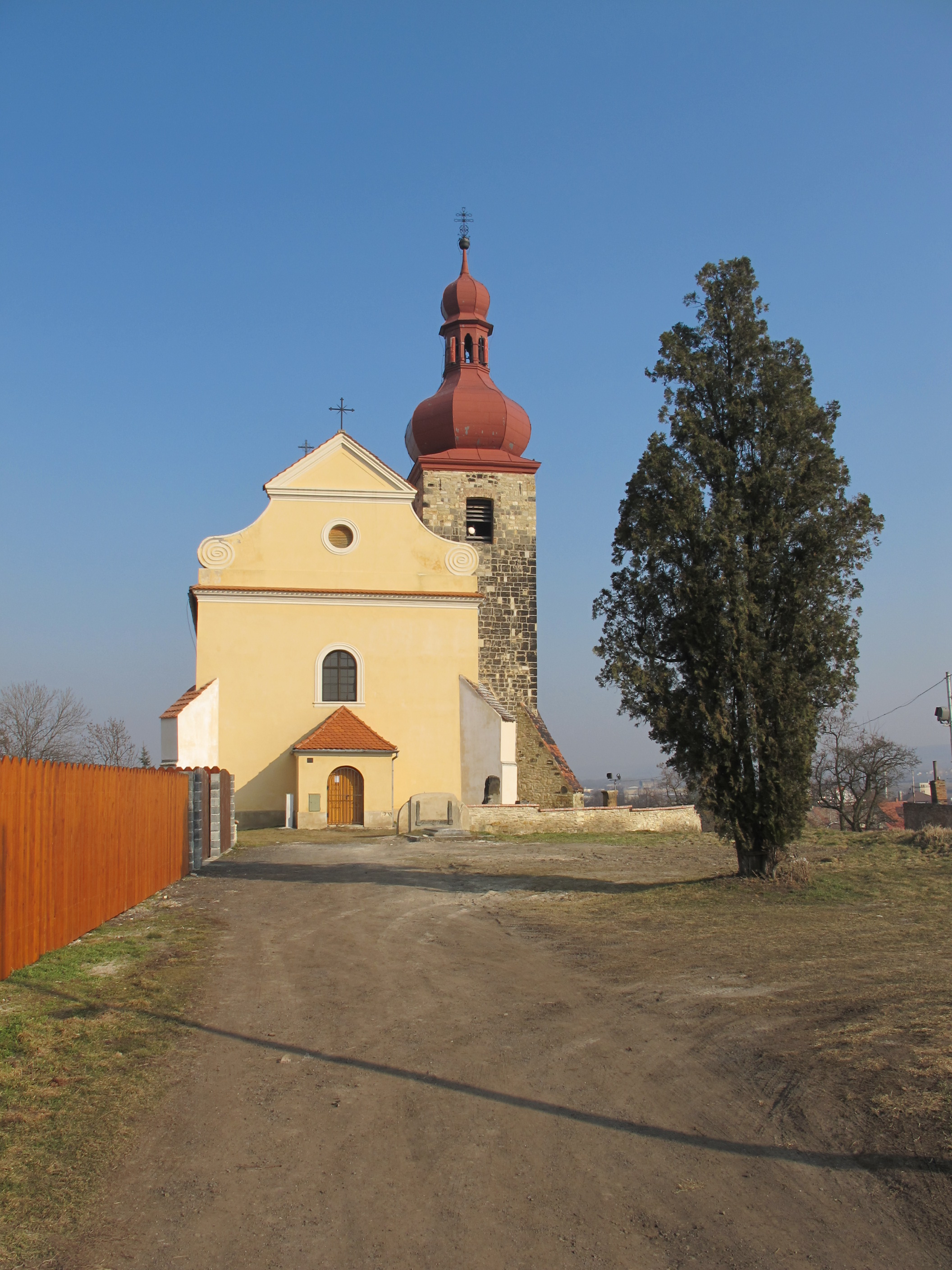
Západní průčelí kostela svatého Vavřince

- Kostel svatého Vavřince – obdélný, jednolodní, s polokruhovitě zakončeným presbytářem. Na jižní straně hranolová věž a obdélná sakristie. Nejstaršími částmi kostela jsou věž z románského řádkového zdiva a na ni navazující část lodi, pocházející pravděpodobně ze druhé poloviny 12. století.[11] Loď byla přestavěna v 18. století, západní průčelí pochází z roku 1680. První nesporná písemná zmínka o kostele pochází z roku 1380, kdy je zde doložen farář.[12] Fara zanikla za husitských válek a nebyla už obnovena. Kostel tvoří pohledovou dominantu obce a východního Lounska. V roce 2010 byl rekonstruován jeho interiér i exteriér.
- Rozlehlý barokní hospodářský dvůr ze druhé poloviny 18. století s jednopatrovými budovami a dvěma proti sobě umístěnými branami. V areálu dvora se nachází vrchnostenský pivovar, založený v první polovině 17. století. Nachází se mezi Václavským náměstím a ulicí Žižkova, čp. 1.[13]
- pomník obětem druhého odboje
- venkovský dům čp. 13 stojí v severní části obce
- venkovský dům čp. 25 se nachází na ulici Žižkova
- venkovský dům čp. 26
- Jilm u vodárny – stojí v břehovém porostu na pravé straně Ohře u čerpací stanice[14]

## Kulturní instituce
Od roku 2009 je v obci, v budově bývalé školy, otevřena Galerie Emila Juliše. V galerii je umístěna stálá expozice věnovaná Julišově tvorbě. Kromě toho zde provozovatel galerie, Pavel R. Vejrážka, pořádá výstavy zaměřené na soudobé výtvarné umění.

## Osobnosti
- František Chlouba (1876–1943). Komunistický politik, do roku 1921 člen sociální demokracie. V letech 1914–1920 šéfredaktor okresních sociálně demokratických novin Lounský obzor. 1925–1929 poslancem Národního shromáždění za KSČ.[16]
- Bohumil Lůžek (1868 Senkov – 1937 Louny). Pedagog, kreslíř, regionální historik. V roce 1887 absolvoval Učitelský ústav v Praze. Postupně učil na několika obecných školách na Lounsku. V Domoušicích a naposledy od roku 1924 v Černčicích byl ředitelem. Zpracoval 12 obecních, školních a spolkových kronik, v nichž podrobně popsal dějiny vesnic. Kroniky ilustroval perokresbami, které zachycují tehdejší podobu vesnických staveb. Lůžkovy kroniky jsou, zejména kvůli perokresbám, vyhledávaným pramenem pro stavební historiky a etnology. Většina kronik je uložena ve Státním okresním archivu Louny.[17]
- František Václav Vinš (* 1914 Černčice). Sochař, vystudoval Průmyslovou školu sochařskou a kamenickou v Hořicích a v letech 1934–1938 Akademii výtvarných umění v Praze. Mimo jiné je autorem pomníku padlým ve druhé světové válce v Černochově, památníku popravených veslařů v Lounech za druhé světové války, plastik na fasádě Obchodní akademie v Lounech, portrétoval dramatika Jaroslava Hilberta.[18]

## Galerie

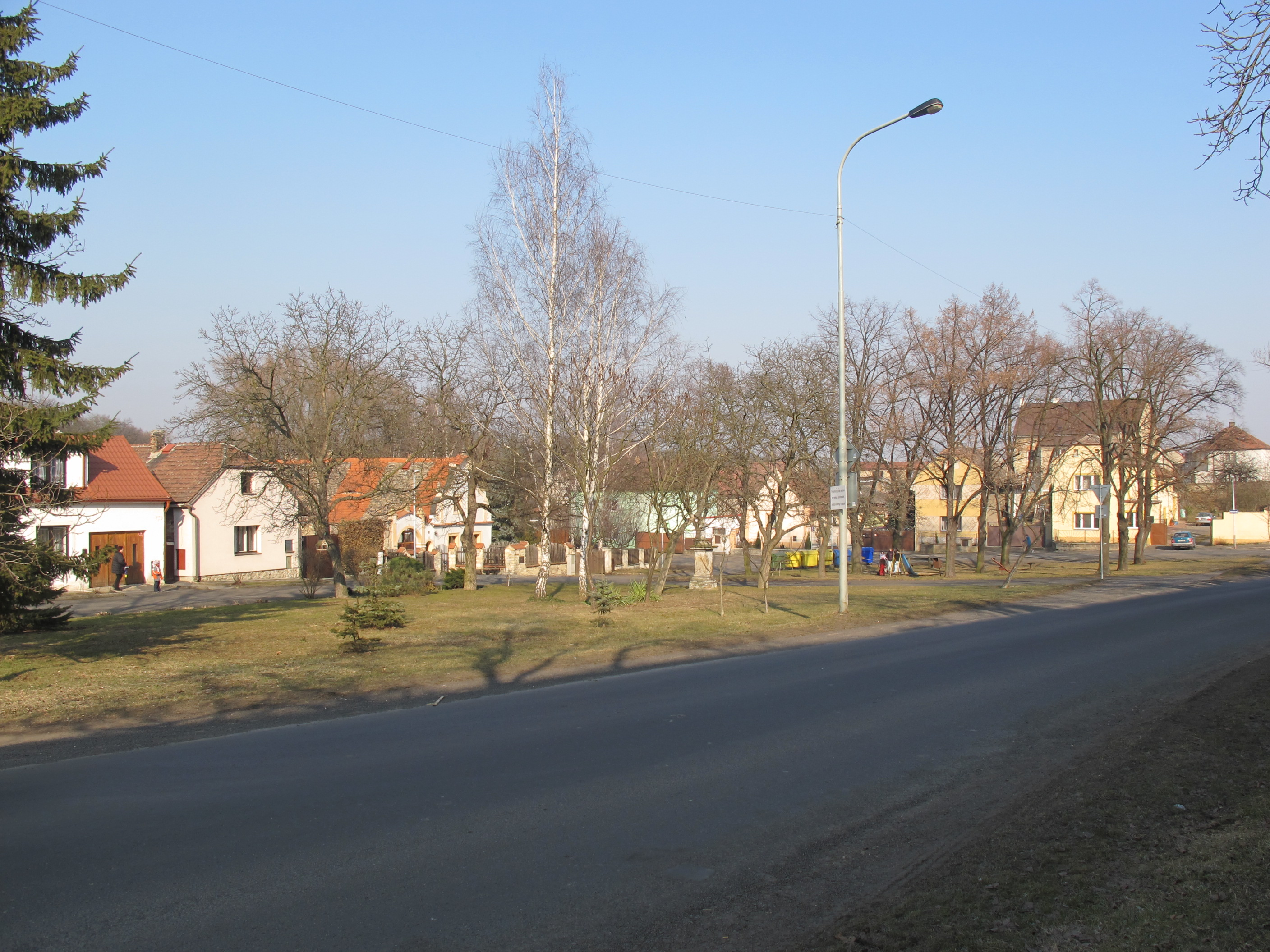
Náves
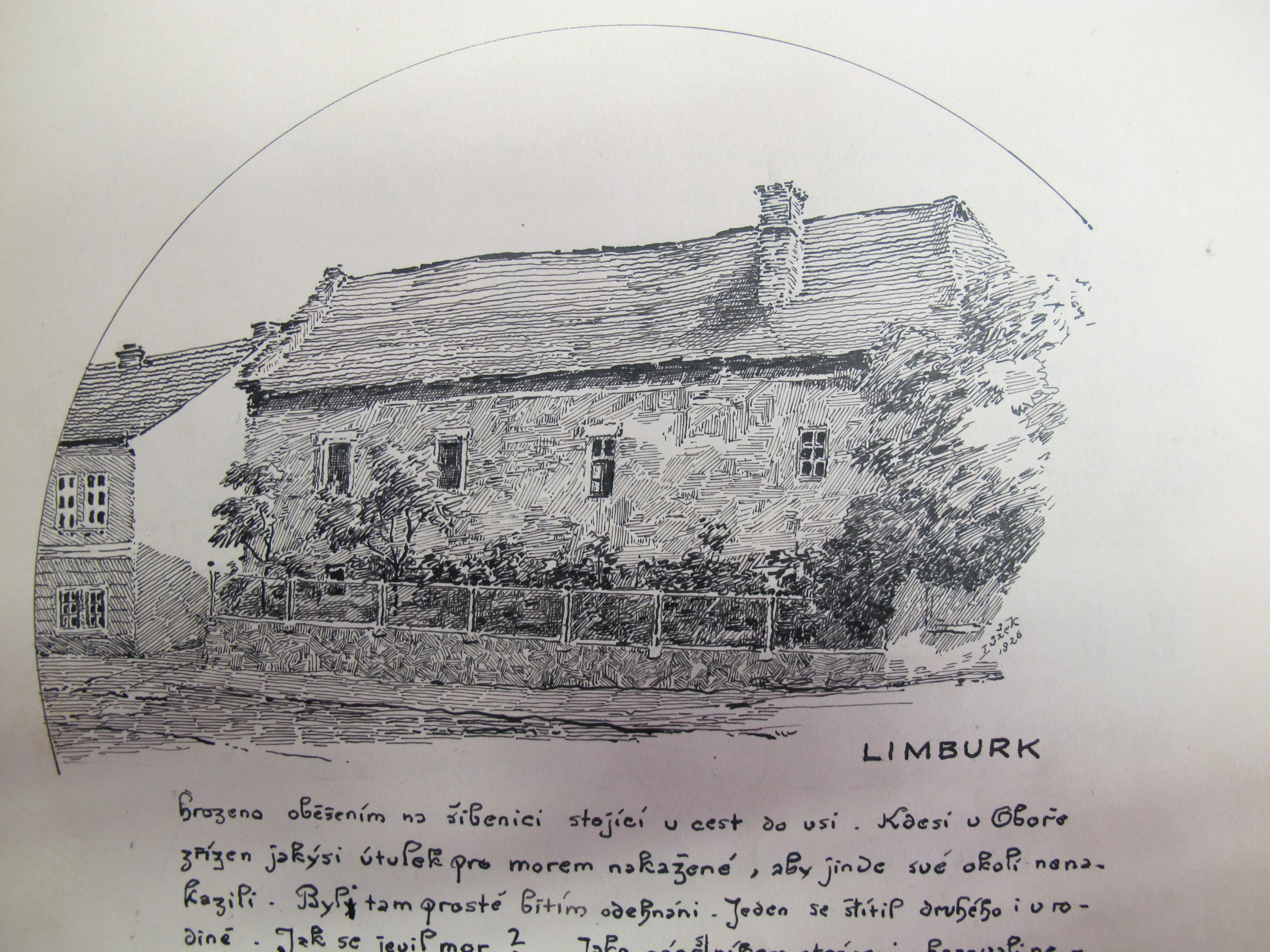
Bohumil Lůžek: Perokresba dnes již neexistujícího renesančního panského domu
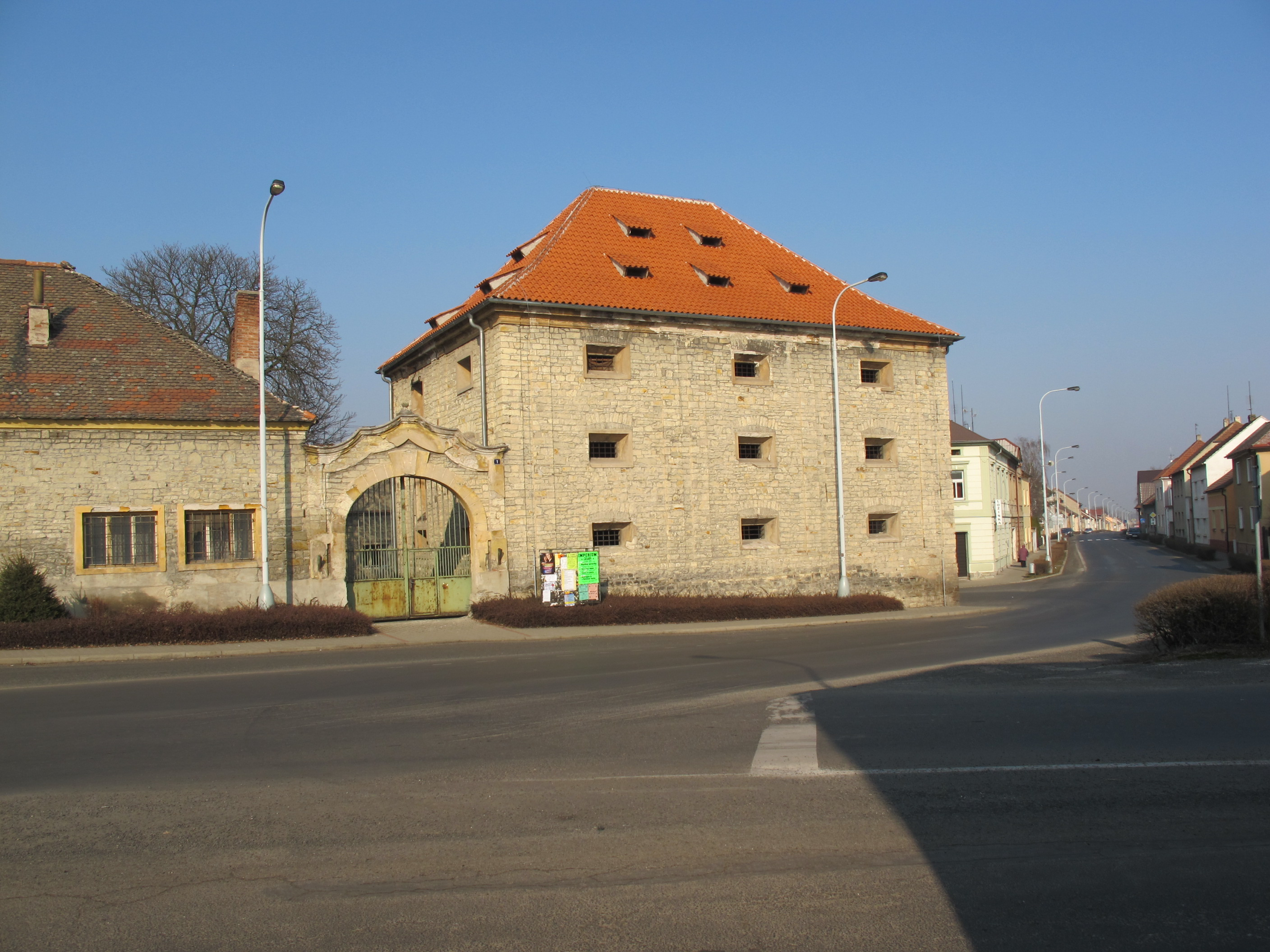
Barokní sýpka v Černčicích
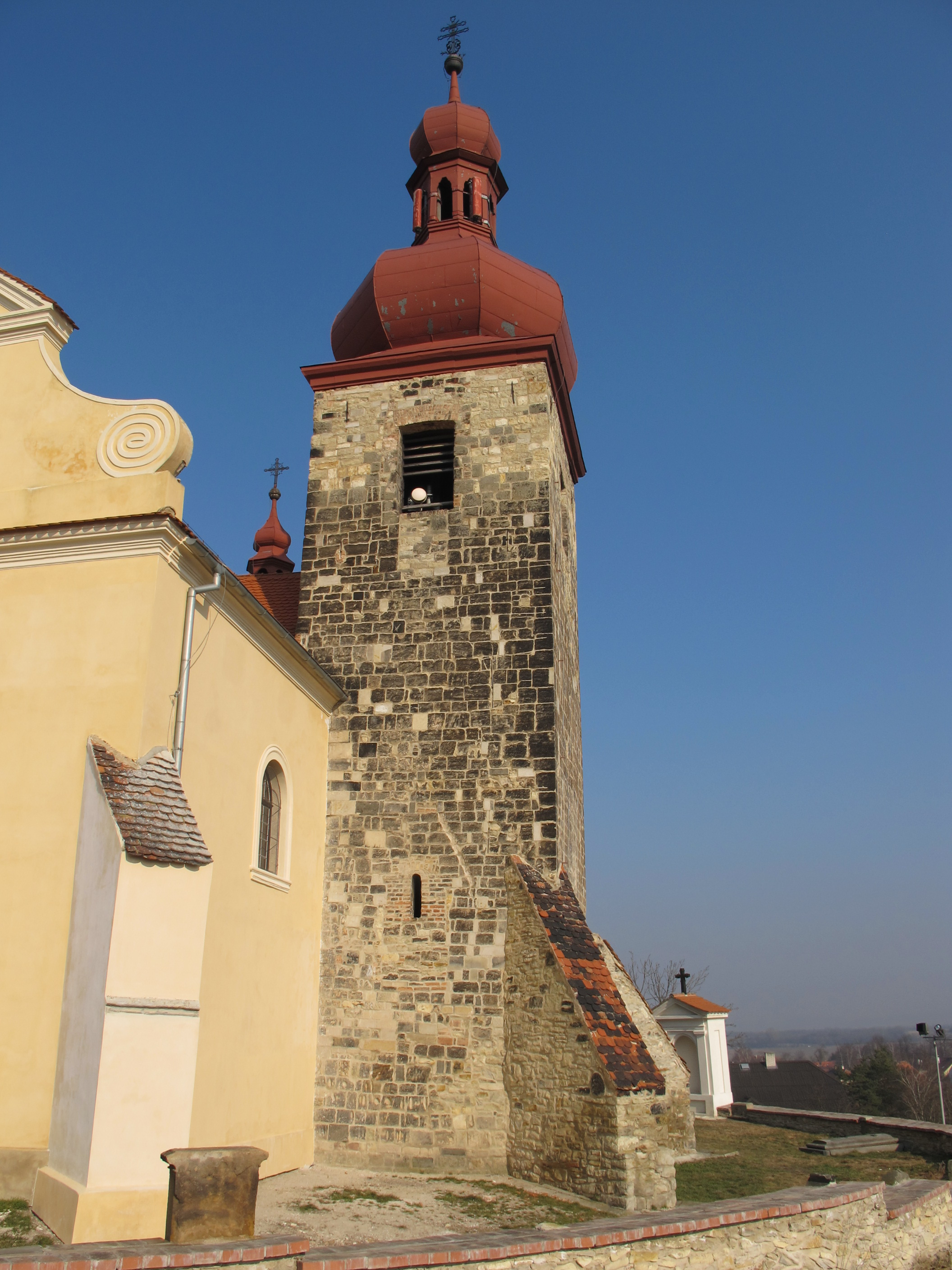
Románská věž kostela
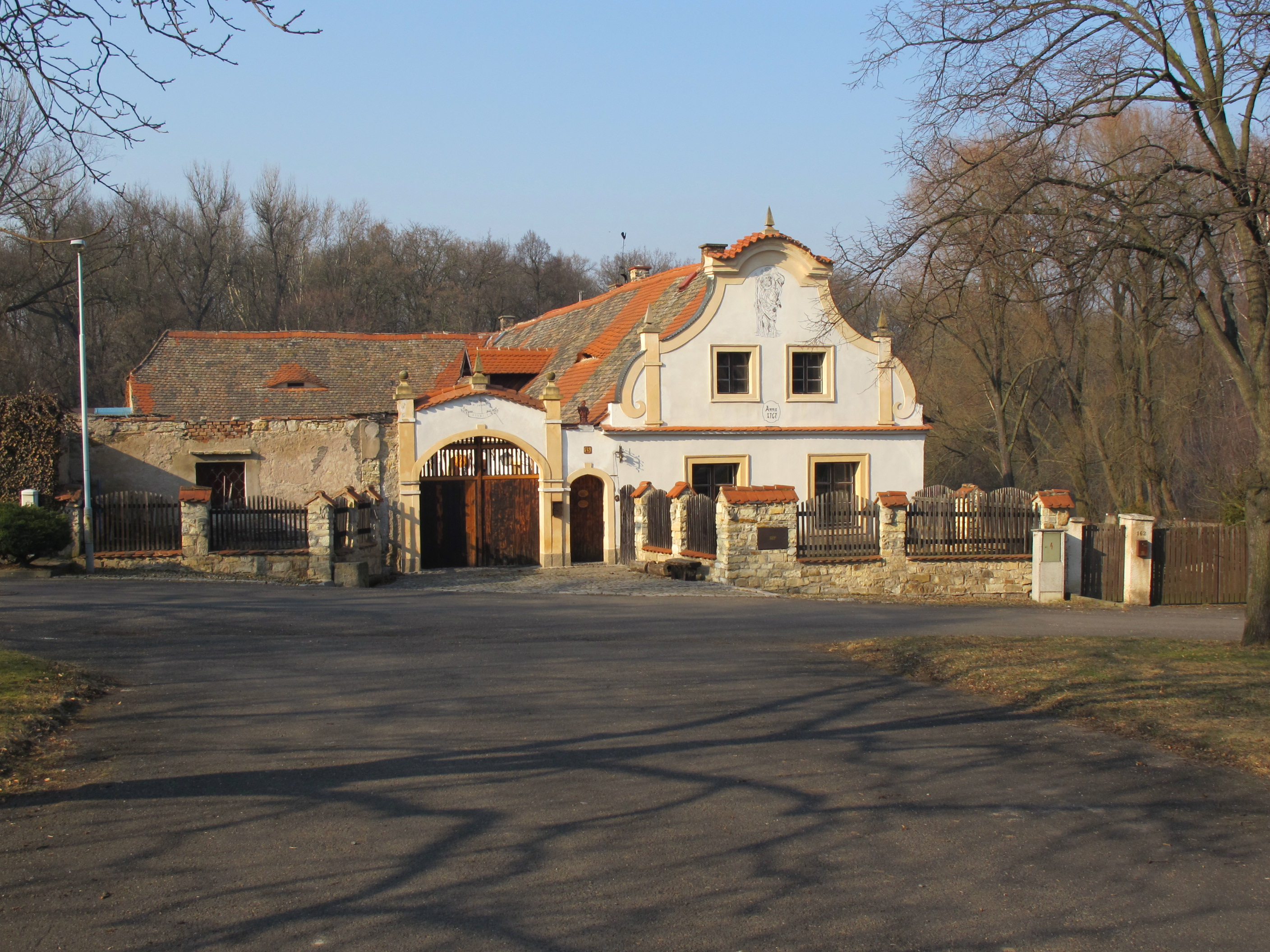
Barokní statek na návsi